# In a World...
In a World... (br: A Voz de uma Geração) é um filme de comédia estadunidense de 2013 escrito, dirigido e co-produzido por Lake Bell. O filme é estrelado por Bell ao lado de Demetri Martin, Fred Melamed, Rob Corddry, Michaela Watkins, Ken Marino, Nick Offerman e Tig Notaro.
In a World... arrecadou mais de US$ 3,1 milhões e recebeu avaliações positivas da crítica.

## Elenco
- Lake Bell como Carol Solomon
- Fred Melamed como Sam Sotto
- Michaela Watkins como Dani Solomon
- Ken Marino como Gustav Warner
- Demetri Martin como Louis
- Rob Corddry como Moe
- Alexandra Holden como Jamie
- Nick Offerman como Heners
- Geena Davis como Katherine Huling
- Eva Longoria como ela mesma
- Tig Notaro como Cher
- Stephanie Allynne como Nancy
- Jason O'Mara como Sr. Pouncer

## Recepção
No Rotten Tomatoes o filme tem uma pontuação de 92% com base em 106 críticas. O consenso do site é: "Uma sátira divertida e bem escrita para os cinéfilos, In a World... prova um começo auspicioso para a roteirista, diretora e estrela de Lake Bell"." O Metacritic dá ao filme uma pontuação média ponderada de 79/100 com base nas avaliações de 29 críticas, indicando "avaliações geralmente favoráveis".